# ФК Зрињски
Хрватски шпортски клуб Зрињски је босанскохерцеговачки фудбалски клуб из Мостара. Део је спортског друштва Зрињски Мостар. Клуб игра у фудбалској Премијер лиги Босне и Херцеговине и током последњих неколико година постао је један од најјачих босанско-херцеговачких фудбалских клубова. Екипу клуба многи називају племићи. Зрињски је познат по својим верним навијачима Ултрасима, а клуб домаће утакмице игра на стадиону ХШК Зрињски.
Основан је 1905 године и најстарији је фудбалски клуб у Босни и Херцеговини. Након Другог светског рата, у којем се такмичио у Првој фудбалској лиги НДХ, рад Зрињском је забрањен од стране тадашњих комунистичких власти. Клуб је обновљен и почео је са радом 1994. године када је приступио Премијер лиги БиХ. У сезони 2004/05. Премијер лиге БиХ, на своју стоту годишњицу постојања, ХШК Зрињски је освојио титулу првака БиХ.
Најбољи стрелац у историји Зрињског са 76 постигнутих погодака је Немања Билбија (23. октобар 2021).
Билбија је у септембру 2022. године постао најбољи стрелац Премијер лиге Босне и Херцеговине, престигавши Вагнера Сантос Лага.
Црногорски фудбалски тренер Жељко Петровић именован је за шефа стручног штаба Зрињског у јануару 2024. наследивши Крунослава Рендулића.

## Трофеји
Шампиони Премијер лиге БиХ : 9
2004/05,
2008/09,
2013/14,
2015/16,
2016/17,
2017/18,
2021/22,
2022/23.,
2024/25.
Победници купа БиХ : 3
2007/08, 2022/23, 2023/24.

## Стадион
Овај мостарски клуб своје домаће утакмице игра на стадиону под Бијелим бријегом. Радови на изградњи овог стадиона, који је пројектован на 15.000 мјеста почели су 1947, а завршени 1958. Отворен је утакмицом између Вележа и Жељезничара, 2:1, пред 9.000 гледалаца. Сачињавају га двије непропорционалне трибине, велика западна, на којој се налазе и стајаћа и сједећа мјеста, мањи дио је наткривен, и мала источна на којој је смјештена и навијачка група Зрињског, „Ултраси”. Према неким процјенама, када буде завршено постављање столица на читаву западну трибину, стадион ће примати до 9.000 гледалаца.

## Зрињски у европским такмичењима
| Сезона  | Такмичење         | Коло        | Држава             | Клуб               | Резултат            |
| ------- | ----------------- | ----------- | ------------------ | ------------------ | ------------------- |
| 2000    | Интертото куп     | 1 коло      | Шведска            | Västra Frölunda IF | 0-1, 2-1            |
| 2005/06 | Лига шампиона     | 1 коло      | Луксембург         | Диделанж           | 1-0, 0-4            |
| 2006    | Интертото куп     | 1 коло      | Малта              | Марсакслок         | 3-0, 1-1            |
|         |                   | 2 коло      | Израел             | Макаби Петах Тиква | 1-1, 1-3            |
| 2007/08 | УЕФА куп          | 1 коло кв.  | Србија             | Партизан           | 1-6, 0-5            |
|         |                   | 2 коло кв.  | Северна Македонија | Работнички Кометал | 0-0, 1-2            |
| 2008/09 | УЕФА куп          | 1 коло кв.  | Лихтенштајн        | Вадуц              | 2-1, 3-0            |
|         |                   | 2 коло кв.  | Португалија        | Спортинг Брага     | 0-1, 0-2            |
| 2009/10 | Лига шампиона     | 2. коло кв. | Словачка           | Слован Бранислава  | 1-0, 0-4            |
| 2010/11 | УЕФА лига Европе  | 1. коло кв. | Казахстан          | Тобол              | 2-1, 2-1            |
|         |                   | 2. коло кв. | Сан Марино         | Тре Пене           | 4-1, 9-2            |
|         |                   | 3. коло кв. | Данска             | Оденсе             | 3-5, 0-0            |
| 2013/14 | УЕФА лига Европе  | 1. коло кв. | Андора             | Санта Колома       | 1-0, 3-1            |
|         |                   | 2. коло кв. | Бугарска           | Ботев Пловдив      | 1-1, 0-2            |
| 2014/15 | Лига шампиона     | 2. коло кв. | Словенија          | Марибор            | 0-0, 0-2            |
| 2015/16 | УЕФА лига Европе  | 1. коло кв. | Јерменија          | Ширак              | 2-1, 0-2            |
| 2016/17 | Лига шампиона     | 2. коло кв. | Пољска             | Легија Варшава     | 1-1, 0-2            |
| 2017/18 | Лига шампиона     | 2. коло кв. | Словенија          | Марибор            | 1-2, 1-1            |
| 2018/19 | Лига шампиона     | 1. коло кв. | Словачка           | Спартак Трнава     | 1-1, 0-1            |
| 2018/19 | УЕФА лига Европе  | 2. коло кв. | Малта              | Валета             | 1-1, 2-1            |
|         |                   | 3. коло кв. | Бугарска           | Лудогорец Разград  | 1-1, 0-1            |
| 2019/20 | УЕФА лига Европе  | 1. коло кв. | Северна Македонија | Академија Пандев   | 3-0, 3-0            |
|         |                   | 2. коло кв. | Холандија          | Утрехт             | 2-1, 1-1            |
|         |                   | 3. коло кв. | Шведска            | Малме              | 1-1, 0-3            |
| 2020/21 | УЕФА лига Европе  | 1. коло кв. | Луксембург         | Диферданж 03       | 3-0, —              |
|         |                   | 2. коло кв. | Словенија          | Олимпија Љубљана   | —, 3-2              |
|         |                   | 3. коло кв. | Кипар              | АПОЕЛ              | —, 2-2 (4-2 пен.)   |
| 2022/23 | Лига шампиона     | 1. коло кв. | Молдавија          | Шериф Тираспољ     | 0-0, 0-1            |
| 2022/23 | Лига конференције | 2. коло кв. | Албанија           | Тирана             | 3-2, 1-0            |
|         |                   | 3. коло кв. | Казахстан          | Тобол              | 1-0, 1-1            |
|         |                   | плеј-оф     | Словачка           | Слован Братислава  | 1-0, 1-2 (5-6 пен.) |